# Felsőberecki
Felsőberecki (vyslovováno [felšéberecki], slovensky Vyšné Berecky) je malá vesnička v Maďarsku v župě Borsod-Abaúj-Zemplén, spadající pod okres Sátoraljaújhely. Do roku 2013 patřila do okresu Bodrogköz, poté ale byla přeřazena pod okres Sátoraljaújhely. Nachází se asi 629 m od hranice se Slovenskem a asi 6 km jihovýchodně od Sátoraljaújhely. V roce 2015 zde žilo 259 obyvatel, jež dle údajů z roku 2001 byli všichni maďarské národnosti.
Felsőberecki leží u řeky Bodrog. Jedinou sousední vesnicí je Alsóberecki.